# Logan megye (Nebraska)
Logan megye az Amerikai Egyesült Államokban, azon belül Nebraska államban található. Megyeszékhelye és legnagyobb városa Stapleton. Lakosainak száma 716 fő (2020. április 1.). Logan megye Thomas, Lincoln, McPherson, Custer és Blaine megyékkel határos.

## Népesség
A megye népességének változása:
| Lakosok száma | 768  | 770  | 773  | 763  | 777  | 716  |
|               | 2010 | 2011 | 2012 | 2013 | 2015 | 2020 |